# Ermita de Sant Cebrià i Santa Justina
L'Ermita de Sant Cebrià i Santa Justina, també coneguda com a Sant Cebrià d'Horta, és una ermita del barri de Montbau de Barcelona. L'ermita està dedicada als màrtirs cristians del segle iii, Sant Cebrià d'Antioquia i Santa Justina. Els orígens de l'ermita no estan documentats, però la forma de construcció suggereix una època preromànica. És una obra protegida com a Bé Cultural d'Interès Local.

## Descripció

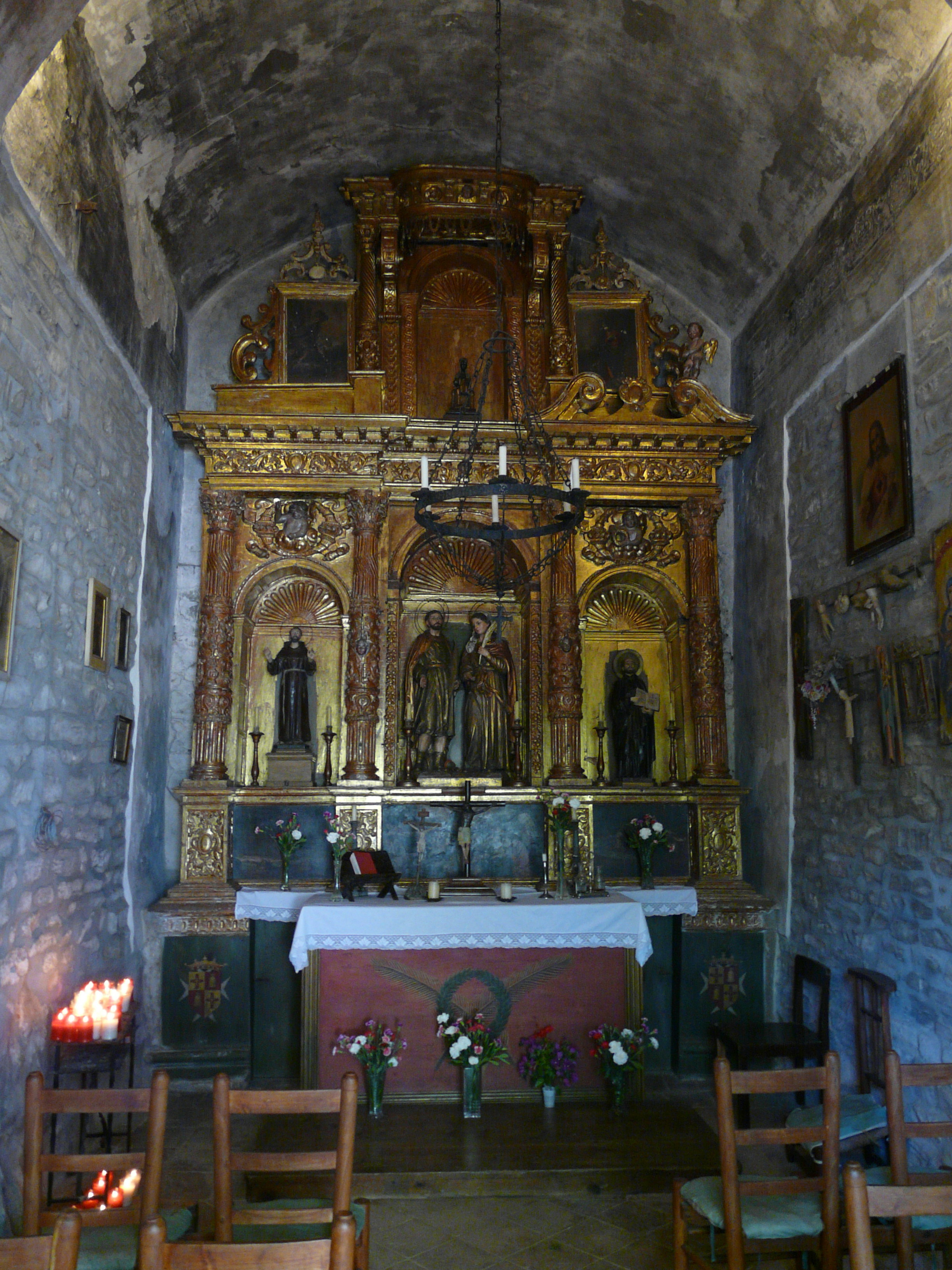
Interior de l'ermita

L'ermita de Sant Cebrià i Santa Justina es troba al barri de Montbau, enmig del bosc a la falda de Collserola. És una edificació de petites dimensions, de planta rectangular amb teulada a doble vessant i carener perpendicular a la façana principal. Té adossada en un lateral un habitatge.
La façana principal, a diferencia de la resta de l'edifici, està arrebossada i pintada. La porta és rectangular, emmarcada per carreus sense pintar i té a la llinda una creu patent. Al costat de la porta hi ha una placa de pedra en record de l'estança que va fer aquí Sant Ignasi de Loyola. Per sobre hi ha un ull de bou i corona la façana un campanar d'espadanya sense campana. Les altres façanes són de carreus irregulars units amb mortes i al mur posterior encara és visible una porta i una finestra tapiades.
L'interior està cobert amb una volta de canó rebaixada i un arc diafragmàtic. A l'arrencada de la volta es conserven les restes d'un fris decoratiu pintat. L'altar està decorat amb un notable retaule barroc de fusta sobredaurada. Les figures que es veuen en l'actualitat no són les originals; al centre hi ha Sant Cebrià i Santa Justina i als laterals Sant Francesc d'Assís i Sant Ignasi de Loyola. Als peus de l'ermita hi ha una tribuna que es recolza sobre una volta de canó rebaixada. A les parets laterals hi ha uns nínxols excavats als murs amb escultures a l'interior; també hi pengen imatges i exvots.
Al costat de l'ermita hi ha un safareig i l'aigua que hi arriba és la font de Sant Cebrià.

## Història

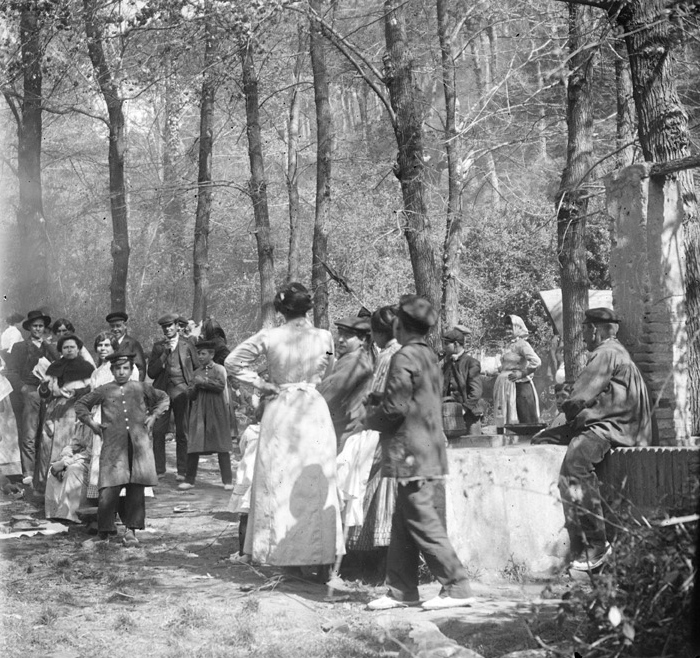
Aplec a Sant Cebrià, cap el 1890

L'origen de l'edifici se situaria al segle xii o XIII. L'any 1764 es va canviar l'orientació de l'entrada (originalment mirant cap a Collserola) i tapant-la es va col·locar el retaule actual, darrere del qual hi ha les restes de l'antiga escala d'entrada i la rosassa. Després de la desamortització de 1835 la propietat va passar a mans del marquès d'Alfarràs. Des del segle XIV una pragmàtica reial prohibia als ordes religiosos d'establir nous convents a dins de la ciutat de Barcelona. D'aquí van sorgir fora muralles els monestirs de Sant Jeroni de la Vall d'Hebron i alguns altres. L'ermita està inclosa dins d'una extensa heretat propietat del marquès d'Alfarràs, després de la desamortització de 1835.

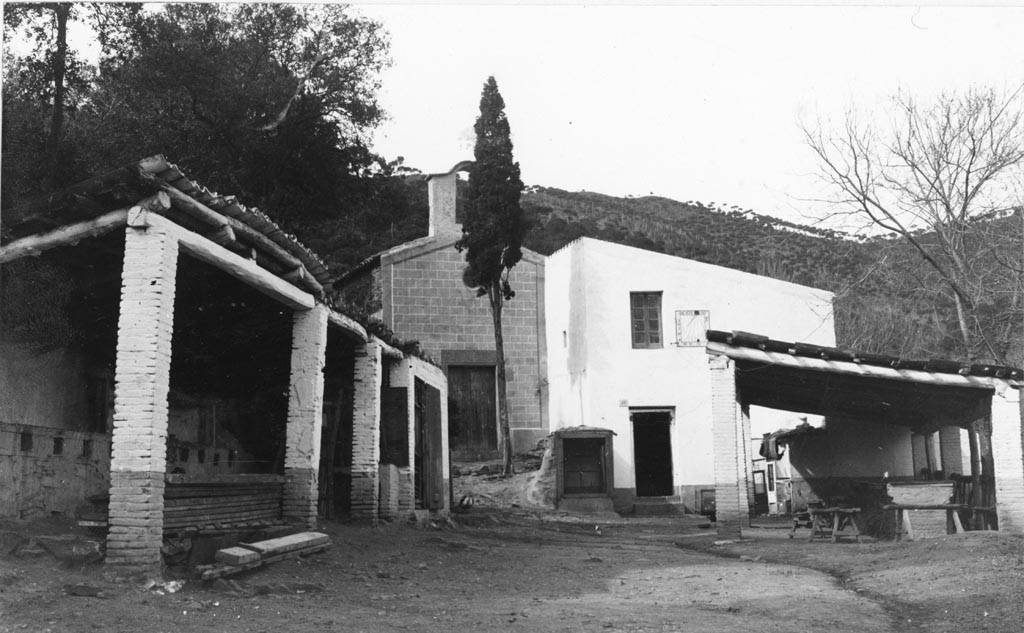
L'ermita, entre 1890 i 1911

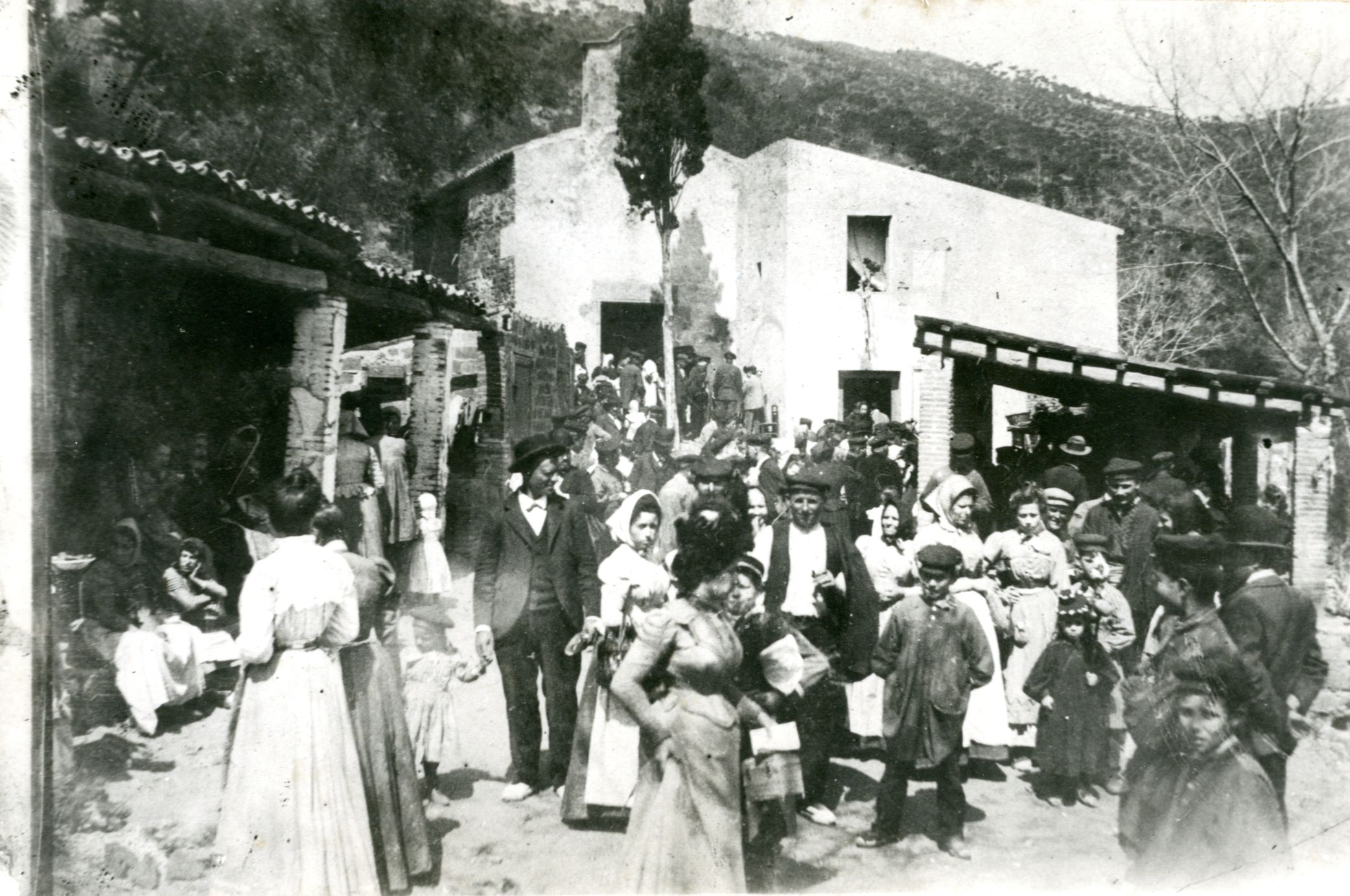
Aplec a l'ermita, cap el 1890

Diu la tradició que l'ermita va ser residència de sant Francesc d'Assís, en el seu suposat viatge a Sant Jaume de Compostela, i de Sant Ignasi de Loiola, de pas cap a Terra Santa. Fra Bernat de Boïl, quan va tornar del segon viatge a Amèrica de Cristòfol Colom, es va instal·lar a Sant Cebrià i va presidir una comunitat de frares mínims.
L'escriptor i historiador de Barcelona Xavier Theros explica al seu article "L'Edat Mitjana en metro" que: "Sembla que, quan va començar la Guerra Civil, l'ermita no va ser incendiada gràcies a la picardia del masover que en tenia cura llavors. L'home va ajudar els milicians i els va convidar a beure vi fins que els va acomiadar ben pitofs, assegurant-los que ell mateix cremaria el retaule barroc, una peça esplèndida que avui encara es conserva."
L'antiga l'ermita de Sant Cebrià, de tradició antiga d'aplecs i festes populars, era freqüentada tradicionalment per la gent d'Horta i modernament pels aplecs dels veïns de Montbau. Actualment es fa un aplec un cop l'any, per la Festa Major de Montbau al setembre.